# انگشت‌پوش

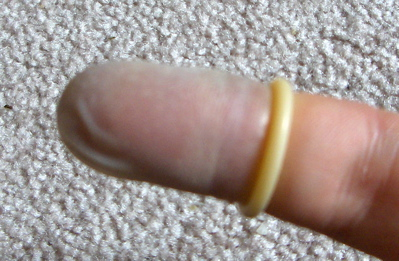
انگشت‌پوش یا کلاهک انگشت.

انگشت‌پوش (انگلیسی: Finger cot) یا کُلاهک انگشت، یک ابزار پزشکی است که برای پوشاندن یک یا چند انگشت در شرایطی که دستکش کامل غیر ضروری به نظر می‌رسد، استفاده می‌شود. مانند دستکش‌های پزشکی و لاستیکی، انگشت‌پوش‌ها ممکن است از انواع مواد ضدآب مانند لاتکس، لاستیک نیتریل و وینیل ساخته شوند.
انگشت‌پوش به محافظ انگشت پا یا کلاهک انگشت پا بسیار شبیه است، اما کوتاه‌تر است و قطر بیشتری دارد. کارکرد کلاهک انگشت پا چندان برای جلوگیری از آلودگی نیست - انگشتان پا معمولاً در کفشی قرار می‌گیرند که از آنها محافظت می‌کند - بلکه محافظت از انگشت آسیب‌دیده در برابر آسیب بیشتر ناشی از اصطکاک و فشار با مالش مداوم روی سایر انگشتان پا و کفش است. در نتیجه این کلاهک‌ها به‌طور کامل یا جزئی از یک ماده نرم مانند ژل روغن معدنی ساخته می‌شوند و انتهای آن ممکن است باز یا بسته باشد.
انگشت‌پوش در پزشکی برای محدود کردن در معرض عفونت قرار گرفتن بیمار و برای محافظت از کادر درمانی در برابر تماس با مایعات بدن که می‌تواند بیماری را منتقل کند، استفاده می‌شود. انگشت‌پوش‌ها را می‌توان در گستره وسیعی از روش‌ها و معاینات پزشکی استفاده کرد، به‌عنوان مثال، هنگام استفاده از یک داروی موضعی یا در جریان معاینه مقعد. هنگام بانداژ کردن انگشت برای محکم نگه داشتن پانسمان و خشک نگه داشتن آن نیز می‌توان از انگشت‌پوش استفاده کرد. انگشت‌پوش‌های اولیه معمولاً از چرم ساخته می‌شدند.